# قره‌سو (داغستان)
قره‌سو (به لاتین: Karasu) یک منطقهٔ مسکونی در روسیه است که در داغستان واقع شده‌است.